# Primera División Femenina de hockey hierba
La Primera División Femenina de Hockey Hierba es la segunda categoría del sistema femenino de ligas de hockey sobre hierba de España, siendo inmediatamente inferior a la División de Honor y por encima de la Segunda División.
La organiza la Real Federación Española de Hockey.

## Palmarés
| Temporada | Campeón                              | Subcampeón             |
| --------- | ------------------------------------ | ---------------------- |
| 2002-03   | Unión Deportiva Taburiente           | Atlètic Terrassa HC    |
| 2003-04   | Real Club Jolaseta                   | FC Junior              |
| 2004-05   | Club Egara                           | Sardinero Hockey Club  |
| 2005-06   | SPV 51                               | Real Club Jolaseta     |
| 2006-07   | Club Egara                           | Sardinero Hockey Club  |
| 2007-08   | Ourense Bule Bule                    | CH Alcalá              |
| 2008-09   | Ciudad de Las Palmas de Gran Canaria | SPV 51                 |
| 2009-10   | Sardinero Hockey Club                | Xacobeo Deporte Galego |
| 2010-11   | RS Tenis                             | Castelldefells HC      |
| 2011-12   | Sardinero Hockey Club                | Universidad de Sevilla |
| 2012-13   | RS Tenis                             | Castelldefells HC      |
| 2013-14   | Universidad de Sevilla               | Club Hockey Pozuelo    |
| 2014-15   | Club Deportiu Terrassa               | Real Club Jolaseta     |
| 2015-16   | Atlètic Terrassa HC                  | Club de Campo          |
| 2016-17   | Unión Deportiva Taburiente           | Club de Campo          |
| 2017-18   | RS Tenis                             | Universidad de Sevilla |
| 2018-19   | Sardinero Hockey Club                | Club Hockey Pozuelo    |